# Pak Jong-sok
Pak Jong-sok (korejsky 박영석, 2. listopadu 1963 – říjen 2011) byl jihokorejský horolezec, který se v roce 2001 stal devátým mužem, prvním Asiatem a prvním Jihokorejcem, který vylezl na všechny osmitisícové vrcholy, ovšem na některých z nich použil umělý kyslík. Všech 14 osmitisícovek dokázal zdolat mezi lety 1993 a 2001, tedy za pouhých 8 let 2 měsíce a 8 dní. V kratším čase to dokázal jen Polák Jerzy Kukuczka. V letech 1994 až 2002 dobyl i nejvyšší vrcholy všech kontinentů. Tuto misi dokončil, když v listopadu 2002 vystoupil na nejvyšší horu Antarktidy Vinson Massif. Později, roku 2004 byl na jižním pólu a o rok později i na severním pólu. Dosáhl tak takzvaného Grand slamu dobrodruhů (severní a jižní pól, 14 osmitisícovek a nejvyšší vrcholy kontinentů). Jako jeden z mála lidí dokázal vystoupit v jednom roce na čtyři osmitisícovky a v roce 2004 došel na Jižní pól za pouhých 44 dní.
Pak Jong-sok a spolu s ním dva další jihokorejští horolezci Shin Dong-Min a Gang Gi-Seok zahynuli při pokusu o prostoupení zcela nové cesty k vrcholu Annapurny. Svůj pokus museli vzdát ve výšce asi 6400 metrů kvůli padajícímu kamení a při sestupu zpět (23. října) zmizeli beze stopy. Korejský horolezecký svaz oficiálně ukončil pátrání (28. října). Pak Jong-sok byl ženatý a měl dva syny. Jeho mladší syn se stal v roce 2005 nejmladším člověkem, který dosáhl severního pólu, ale tento výkon byl již překonán.

## Úspěšné výstupy na osmitisícovky
- 1993 Mount Everest (8849 m n. m.)
- 1996 Annapurna (8091 m n. m.)
- 1997 Dhaulágirí (8167 m n. m.)
- 1997 Gašerbrum I (8068 m n. m.)
- 1997 Gašerbrum II (8035 m n. m.)
- 1997 Čo Oju (8201 m n. m.)
- 1998 Nanga Parbat (8125 m n. m.)
- 1998 Manáslu (8163 m n. m.)
- 1999 Kančendženga (8586 m n. m.)
- 2000 Makalu (8465 m n. m.)
- 2000 Broad Peak (8047 m n. m.)
- 2000 Šiša Pangma (8013 m n. m.)
- 2001 Lhoce (8516 m n. m.)
- 2001 K2 (8611 m n. m.)
- 2006 Mount Everest (8849 m n. m.)
- 2009 Mount Everest (8849 m n. m.)

## Výstupy na nejvyšší hory kontinentů
- 1993 Mount Everest (8849 m n. m.)
- 1994 Denali (6190 m n. m.)
- 1997 Kilimandžáro (5895 m n. m.)
- 2001 Mount Kosciuszko
- 2002 Aconcagua (6961 m n. m.)
- 2002 Puncak Jaya (5030 m n. m.)
- 2002 Elbrus (5642 m n. m.)
- 2002 Vinson Massif (4892 m n. m.)
- 2006 Mount Everest (8849 m n. m.)

## Ostatní expedice
- 2004 Jižní pól
- 2005 Severní pól